# Adrian Fetecău
Adrian Fetecău (n. 19 noiembrie 1957, comuna Scorțoasa, județul Buzău) este un actor, comentator sportiv și scriitor român. În 1960, familia lui s-a mutat în orașul Buzău.

## Biografie
Aici a început, în 1964, cursurile Școlii Generale nr 1, după care, din 1972, au urmat cele de la Liceul "B.P. Hașdeu", unde a fost într-o clasa specială de matematică (diriginte Svetoslav Cremarenco), dar în care a fost influențat decisiv pentru viitor de profesoara de limba română, Lucia Nistor. A absolvit studiile liceale în 1976 și, după obținerea diplomei de bacalaureat, a reușit, în urma unui examen, să fie admis ca student la Facultatea Tehnologia Construcțiilor de Mașini(TCM) a Institutului Politehnic București (IPB). În perioada octombrie 1976-iunie 1977 a efectuat stagiul militar în București. Între 1977-1982 a urmat cursurile Facultății TCM, obținând diploma de inginer. A fost repartizat la Întreprinderea de Contactoare Buzău, unde a lucrat  între octombrie 1982- octombrie1991. În perioada octombrie 1991-martie 1992 a activat ca director artistic la Casa Tineretului Buzău. În martie 1992 a susținut un examen de trei zile (proba de microfon, limba străină, cunoștințe și comentariu scris) pentru unul dintre cele patru posturi de redactori ai Redacției Sport - Radio România Actualități. După ce a fost admis, a activat ca jurnalist la Radio România între aprilie 1992-aprilie 2022.

## Activitate profesională
Ca inginer, în perioada 1982-1991, a răspuns de standul de produse electrotehnice cu care Întreprinderea de Contactoare Buzău (director Cristian Gonțescu) a participat anual la expozițiile județene și naționale, precum și la Târgul International București (TIB) și la Târgul International de Bunuri de Larg consum (TIBCO).
Ca redactor al Redacției Sport a Postului Public de Radio (1992-2022) a realizat numeroase emisiuni, reportaje, interviuri și transmisiuni directe. A comentat box, tenis, haltere, tenis și lupte.
Între 1997-2000 a coordonat celebra emisiune "Fotbal minut cu minut". În perioada 2000-2008 a realizat în cadrul ciclului de emisiuni "Destine și pasiuni" interviuri cu personalități de marcă ale sportului romanesc (Gheorghe Hagi, Gică Popescu, Ilie Năstase, Nicu Vlad, Francisc Vaștag, Octavian Belu, etc) care se află în prezent în Fonoteca de Aur a Societății Române de Radiodifuziune.
În perioada 2002-2014 a comentat, în direct, pentru Radio România toate meciurile pentru titlurile mondiale la box profesionist susținute de pugiliștii români Leonard Doroftei, Lucian Bute, Adrian Diaconu și Jo Jo Dan (Ionuț Ion).
A participat în calitate de comentator pentru Radio România la șapte ediții ale Jocurilor Olimpice (Atlanta-1996, Sydney-2000, Atena-2004, Beijing-2008, Londra-2012, Rio de Janeiro-2016, Tokyo-2020).

## Activitate artistică
În 1977, când a început studiile la Politehnica bucureșteană, s-a înscris în trupa de teatru a Facultății TCM cu care a participat anual in Festivalul Artei și Creației Studențești (FACS). În 1980 a ajuns să conducă această trupă cu care în decembrie 1981 a ocupat locul întâi în Festivalul Politehnicii (secțiunea teatru), prezentând piesa "Insomnie" de Dumitru Solomon și depășind celelalte unsprezece formații participante. Tot atunci a primit premiul pentru cel mai bun actor al festivalului din partea juriului prezidat de profesorul Ovidiu Drîmba.
În aprilie 1981 este cooptat în Cenaclul Transmuzica, formație de umor, muzică și poezie, care devine în septembrie 1981 Cenaclul Lumina Lina al Complexului Studențesc "Regie". Din noiembrie 1981 ajunge să conducă spectacolele ținute în căminele din Regie și din alte complexe studențești. În ianuarie 1982, în urma unor disensiuni cu parte a trupei, părăsește Cenaclul "Lumina Lina" pentru a înființa Cenaclul de umor, muzica si poezie "Vouă". Primul spectacol al noii formații compusa din 15 studenți ai Institutului Politehnic București (Adrian Fetecău, Liviu Militaru, Puiu Crețu, Sorin Bălășoiu,  Raul Cârstea, Marian Cotârță, Valentin Iliescu, Toni Mihăilescu, Costinel Milescu, Dudi Popescu, Puiu Sângeorzan, Vasile Mincu, Dorin Ciobanu, Adrian Pavlovschi, Gelu Ocnaru)  are loc pe 8 Martie 1982 în sala de lectură "Parloir" a căminelor studentelor la Facultatea de Drept din Capitală. Formula inițială a trupei a suferit rapid numeroase schimbări, membrii de bază ai acesteia devenind Puiu Crețu, Sorin Bălășoiu, Raul Cârstea, Marian Teddy Tudoroiu, Marian Cotârță, Dan Caramihai, Ovidiu Mihăilescu, Eugen Baboi, Eusebio Ilinescu, Constantin Râșniță, Viorel Ursu, Viorel Trican (muzica folk) , Adrian Pătrașcu, Radu Gabriel, Șerban Drăgușanu, Vasile Mincu, Mihai Achim și Adrian Fetecău (umor si poezie).
În vara anului 1985, în urma interzicerii Cenaclului Flacăra, după tragedia produsă la spectacolul de la Ploiești soldată cu șase victime, Cenaclul Vouă își schimbă denumirea în Grupul Vouă.
Sub conducerea lui Adrian Fetecău, Grupul Vouă a susținut în perioada 1982-1989 peste 600 de spectacole în toată țara, atât în mediul studențesc, cât și în alte medii profesionale. În Teatrul "Maria Filotti" din Brăila, invitat inițial de actorul  Constantin Codrescu, directorul instituției, Grupul Vouă a avut 125 de reprezentații.
Grupul Vouă a fost o prezență constantă a Galelor Amfiteatru și Serbărilor Studențești Tei, mari manifestări culturale ale mediului studențesc.
În aprilie 1986, Grupul Vouă a deschis, în sala Casei de Cultura a Studenților "Grigore Preoteasa" din Capitală, "Festivalul Politehnicii" cu un spectacol ținut în fața a 700 de studenți. Adrian Fetecău a anunțat din start ca motto-ul manifestării este "Fiecare gură de om va fi prevăzută cu un post de grănicer". Au urmat texte cu multe aluzii anticomuniste în urma cărora spectacolul a fost întrerupt brutal de autoritățile vremii. Grupul Vouă a fost interzis timp de un an în Capitală.
În martie 1989, la Cluj, Grupul Vouă a luat unul din cele doua premii acordate la Festivalul Artei și Creației Studențești (FACS) - secțiunea brigăzi artistice și grupuri de umor.
În mai 1989, Grupul Vouă a susținut între căminele din "Regie" un spectacol în fața a zece mii de studenți. A fost ultima mare manifestare a trupei înainte de Revoluție.
Grupul Vouă a avut șansa să-i fie filmate integral două spectacole, regizate de Adrian Fetecău, în condițiile în care camerele video au apărut în România la sfârșitul anilor '80. E vorba de "Spectacolul 500", ținut pe 9 decembrie 1988 în Aula Facultății de Drept cu o asistență de o mie de studenți și "Spectacolul aniversar de 7 ani", ținut pe 8 Martie 1989, în sala "Parloir" a Complexului studențesc de la Drept la care au participat numeroase personalități ale lumii artistice (criticul Valentin Silvestru, dramaturgii Dumitru Solomon și Tudor Popescu, regizorul de film Ion Popescu-Gopo, actorul George Mihăiță, ziaristul Cornel Nistorescu, etc). Imediat după evenimentele din 22 decembrie 1989, Adrian Fetecău i-a pus la dispoziție aceste înregistrări realizatorului TV Eugen Dumitru care a difuzat momente din ele pe 27 si 28 decembrie 1989. Au fost primele momente de umor la Televiziunea Română Liberă care, datorită causticității textelor la adresa realităților comuniste,  au propulsat imediat Grupul Vouă în atenția majorității românilor.
Pe 29 decembrie 1989, Grupul Vouă a susținut un program prelungit la stația de metrou "Eroilor", prilej cu care a strâns suma de 47 000 lei pe care a depus-o în contul "Libertatea".
Au urmat la începutul lunii ianuarie 1990 alte apariții televizate care au mărit cota de popularitate a trupei. Pe 22 ianuarie 1990, Grupul Vouă a susținut, în fața unei asistente record, un spectacol televizat în Aula Facultății de Drept din Capitală , încasările mergând către familiile studenților căzuți în Revoluție.
La sfârșitul lunii ianuarie 1990, Adrian Fetecău s-a întâlnit cu Anatol Slonovschi, șeful Biroului de Promovare a Artei Teatrale (BPAT) din Chișinău cu care pune la cale un turneu al Grupului Vouă în Republica Sovietica Socialistă Moldovenească (RSSM). Între 13 februarie- 2 martie 1989, Grupul Vouă a susținut un turneu de spectacole în Chișinău și în cele mai importante localități din Basarabia. După exact 8 ani de la înființarea Grupului Vouă, au fost ultimele manifestări în care momentele de umor au alternat cu cele de folk și poezie.
La întoarcerea în țară, datorită altor momente apărute la TVR, Grupul Vouă a fost asimilat de conștiința publicului cu o trupă exclusiv de umor, astfel încât spectacolele ținute în următorii 20 de ani au avut un caracter comic.
În iulie-august 1990, Grupul Vouă (Adrian Fetecău, Radu Gabriel, Șerban Drăgușanu, Adrian Pătrașcu și Vasile Mincu) este prezent în diverse formule de spectacole pe litoral, alături de artiști precum Loredana Groza, Mihai Constantinescu, Anastasia Lazariuc, Gabriel Cotabiță, Cornel Constantiniu, etc la invitația Agenției Române de Impresariat Artistic (ARIA), director Sebastian Tașcă. În această perioadă cei cinci membri ai trupei sunt contactați de Iulian Șuteu, fostul impresar al legendarei trupe rock "Phoenix", care le propune un turneu mamut pentru toamnă.
În perioada septembrie-noiembrie 1990, Grupul Vouă susține peste 60 de spectacole în toată țara, în cele mai mari săli, inclusiv de sport, din localitățile în care a ajuns. Pentru acest turneu, a fost integrată în programul prezentat o trupă feminină de balet.
În 1991, pe fondul deteriorării accentuate a situației economice din țară și după un alt turneu pe litoral, la care a mai participat Adrian Vișinescu, membrii trupei se orientează spre alte activități mai profitabile.
În 1994, Adrian Fetecău și Radu Gabriel filmează pentru TVR 1, alături de Tudor Călin Zarojanu și actorii Costel Cașcaval, Marius Cordoș, Ioan Bătinaș și Dorin Rambu, emisiunea 'La zi pe ogorul tranziției" (realizator Eugen Dumitru), care însă a fost interzisă, fără nicio explicație, de la difuzare, cu puțin timp înainte de ora planificată, deși era trecută în programul tipărit al săptămânii respective. Cauza: textele incomode pentru conducătorii politici ai vremurilor respective.
După alte încercări artistice, Adrian Fetecău și Radu Gabriel, ultimul ajuns asistent universitar la catedra de actorie a UNATC (profesor Gelu Colceag), reușesc în 1995 să fixeze cea de-a doua formulă a Grupului Vouă din care vor face parte, până în 2000, alături de cei doi, tinerii actori Gheorghe Ifrim, Marius Florea Vizante, Cristi Crețu, Ion Ionuț Ciocia, Ioan Bătinaș, Maria Buza și Marilena Chelaru.
În stagiunea 1996-1997, Grupul Vouă va juca la Studioul "Casandra" al UNATC în cabaretul politic" La trecutu-ți mare, vai, ce viitor!" (regia Gelu Colceag) în care apare și cantautorul Marian Teddy Tudoroiu.
În decembrie 1998 are loc la Teatrul National "I.L. Caragiale" din Capitală premiera comediei "Niște romani" (regia Gelu Colceag), care se va juca o stagiune și jumătate în Sala Amfiteatru. Cei nouă membri ai Grupului Vouă reușesc roluri de excepție, Adrian Fetecău, interpretul sergentului Ciocan în seria de scenete "Școala de Agenți", prezentată în parte a doua a spectacolului, primind laude publice din partea profesorului și regizorului Ioan Cojar, directorul teatrului.
În  toamna lui 1996, Grupul Vouă filmează emisiuni de umor pentru Neptun TV, după care în 1997 are apariții săptămânale în direct în emisiunea "Ceaiul de la ora 5" realizată de Marina Almășan.
După ce Adrian Fetecău și impresarul Samuilă Pirău din Montreal stabilesc toate detaliile, în primăvara lui 1997 și  toamna lui 1998 Grupul Vouă efectuează două turnee peste ocean, cu spectacole în sala Institutului Cultural din New York, dar și în orașele Philadelphia, Detroit, Kitchener, Toronto și Montreal.
În perioada 1998-1999 Grupul Vouă realizează pastile de umor zilnice, gen interviu, pentru grilele de programe ale Antenei 1, scenariștii principali fiind Anca Vahnovan și Radu Gabriel și în care Adrian Fetecău joacă rolul reporterului. După apariția în programul de Revelion al Antenei 1 cu o emisiune de umor de o oră, în primăvara lui 2000, cea de-a doua formulă a Grupului Vouă se destramă.
În toamna lui 2002, Grupul Vouă sărbătorește două decenii de la înființare realizând în Aula Facultății de Drept spectacolul "Primii 20 de ani" (regia Adrian Fetecău) care se bucură de participarea a numeroși membrii din cele două formule ale trupei și care este preluat de TVR 2, condus de Jeana Gheorghiu.
La propunerea Jeanei Gheorghiu, Grupul Vouă realizează două filme de televiziune de câte o oră , primul, "O plimbare cu peripeții" (regia Dan Tudor) pentru programul de Revelion 2003 și , al doilea, "O zi de vis in paradis" (regia Radu Vaida) pentru 8 Martie 2003. Participă la filmări alături de Adrian Fetecău, Marilena Chelaru, Șerban Drăgușanu, Vasile Mincu, Adrian Pătrașcu, Victor Yla și cantautorii Puiu Crețu și Dan Caramihai.
În vara lui 2003, Grupul Vouă efectuează un turneu pe litoral cu un spectacol muzical-umoristic regizat de Adrian Fetecău.
În toamna lui 2003 începe colaborarea Grupului VOUĂ cu Național TV, pentru care realizează până în 2008, de luni până vineri, fără întrerupere, pastile umoristice de câte 10 minute (regia Adrian Fetecău), grupate sub genericul "Tara lu' Papura Vouă", textele fiind semnate de Marilena Dumitrescu, Anca Vahnovan, Dănuț Ungureanu, Gabriel Andronache, Tudor Octavian, Ludovic Skultety, Adrian Marinaș, imaginea de Iulian Stoicescu și producția de Mihaela Alexandru.
În august 2005, răspunzând solicitării conducerii postului National TV, Adrian Fetecău și scriitorul Adrian Georgescu concep sitcom-ul "Baronii", din care se filmează 100 de episoade în regia, mai întâi a lui Dan Tudor și, apoi, a lui Aurel Palade. In "Baronii", Adrian Fetecău, în același timp producător al sitcom-ului, joacă în rolul lui Traian Cârpanu, prefectul județului Dărâmata, alături de membrii din primele două formule ale grupului" Adrian Pătrașcu, Șerban Drăgușanu, Vasile Mincu, Marilena Chelaru, Cristi Crețu, Ioan Bătinaș, Ion Ionut Ciocia, cărora li s-au alăturat Angel Popescu, Rareș Dimofte, Mihaela Cocoș, Luciana Popa, Andreea Ioniță, Ionel Stoica, George Raiu, Victor Yla, Andreea Istrate, Puiu Crețu și Sorin Bălășoiu. Datorită umorului atemporal, sitcom-ul "Baronii" a cunoscut până în prezent numeroase reluări pe National TV.
În toamna lui 2009, începe la Prima TV sitcom-ul "Fete de măritat" (după o idee de Adrian Fetecău și scris de Marilena Dumitrescu, Gabriel Andronache și Dănuț Ungureanu). Sunt filmate 8 episoade ce câte o oră care-l au ca producător pe Adrian Fetecău. Cu acest prilej, acesta pune bazele celei de-a patra formule a Grupului Vouă, care începând cu 2010 își desfășoară activitatea până în prezent.
Pe 14 decembrie 2010, sub egida "Companiei Teatrale Vouă", are loc, al teatrul de Comedie din Capitală, premiera piesei "Stăpânul Ciolanului" (autori Marilena Dumitrescu și Dănuț Ungureanu, regizor Alex Avădanei și producător Adrian Fetecău). Rolurile sunt interpretate de Marilena Chelaru, Tudorel Filimon, Marcelo Cobzariu, Luciana Popa, Cristina Cabel, Candid Stoica, Daniel Torje, Felix Dumitrescu, Liana Petrescu, Andrei Necula, Ioana Chelaru și Adrian Fetecău. Afișul spectacolului este creat de cunoscutul caricaturist timișorean Stefan Popa Popa'S. Piesa va fi jucată în București și la Palatul Copiilor (sala mare) și Teatrul Evreiesc, precum și în mai multe orașe ale țării. Înregistrarea video a comediei va fi prezentată în premieră pe canalul de YouTube "Gândul.ro" pe 16 mai 2020.
În aceasta formulă actoricească, Grupul Vouă are între 2011-2012 numeroase apariții la TVR 1, regizate de Adrian Fetecau, în emisiunile cu invitați realizate de Marina Almășan și  postate, apoi, pe canalul de YouTube "Compania Teatrala Vouă".
În stagiunea 2011-2012, "Compania Teatrala Vouă" îi prezinta pe Adrian Fetecău și pe cantautorii Dan Caramihai și Ovidiu Mihăilescu, în "Tara Cățeilor", spectacol manifest de muzică și poezie, jucat în sala "George Constantin" a Teatrului Nottara. Afișul este creat tot de Stefan Popa Popa'S.
Începând cu 2013, Adrian Fetecău stabilește o formula flexibilă de spectacol care să răspundă invitațiilor din ce în ce mai numeroase organizate de primării și consilii județene, revenind la "uneltele" tradiționale ale anilor '80, în care momentele de umor alternau cu cele muzicale. Astfel în zecile de spectacole realizate în fiecare an în țară, regizate de Adrian Fetecău se regăsesc actorii Andrei Necula, Florin Nan, Jean Lemne, Daniel Torje, Vlad Jipa și cantautorii Dan Caramihai și Ovidiu Mihăilescu, ultimii doi prezenți și în formula din anii '80. Pagina de Facebook a trupei "Compania Teatrala Vouă" a trupei capătă un dinamism deosebit, pozele fiind opera lui Silviu Filip.
Pe 1 Decembrie 2016, este difuzata la TVR 1 emisiunea muzical-umoristică, de o oră și zece minute, "Perfect, imperfect" (regizor Adrian Fetecău, producător Septimiu Sărățeanu) în care Grupul Vouă a integrat-o în momentele prezentate pe Ema Zeicescu și care înregistrează un rating deosebit pentru Postul Public de Televiziune.
În octombrie-noiembrie 2018, se derulează "Și râsul ne unește!", un proiect al Primăriei Capitalei și Fundației "Compania Teatrala Vouă" (președinte Adrian Fetecău) care a cuprins, înaintea sărbătoririi Anului Centenar, 16 spectacole realizate în cele mai bune 8 licee și 8 universități din Capitală și un spectacol de gală în Casa de Cultură a Studenților (fosta "Grigore Preoteasa"). Câteva mii de tineri au participat cu entuziasm la manifestările de umor, muzică și poezie patriotică ale Grupului Vouă.
În octombrie 2019, Grupul Vouă a susținut un spectacol în Luxemburg, răspunzând invitației Asociației de prietenie romano-luxemburgheze" (președinte Crina Enita). La manifestare a participat și ambasadorul Lilian Zamfiroiu.
În primăvara lui 2023, "Compania Teatrala Vouă" a produs pentru Prima TV emisiunea muzical-umoristică "Delir monden" (durata 60 de minute, regizor Adrian Fetecău).
În toamna lui 2023, Grupul Vouă revine la TVR 2 cu momente săptămânale realizate pentru emisiunea "Rivalii" prezentate de Marina Almășan și Dan Helciug și având ca tema eterna disputa dintre El si Ea. Alături de Adrian Fetecău, Florin Nan, Andrei Necula, Daniel Torje și Jean Lemne joacă și tânăra actriță Ioana Budu.
În aceasta formulă, plus actorul Candid Stoica, trupa filmează și pentru programul de Revelion 2024 al TVR 2.

## Activitate scriitoricească
Pe lângă scenariile pentru Grupul VOUĂ, Adrian Fetecău a scris mai multe cărți de proză:
- Fenomenalul  Vaștag - Editura Globus, 1994
- Doroftei cel Mare (împreună cu Viorel Sima) - Editura Jurnalul, 2002. Premiul pentru cea mai bună carte din 2002 acordat de Asociația Presei Sportive (APS)
- Vouă, acum douăzeci de ani_ Editura Nemira, 2002
- 75 de ani - istorie a boxului romanesc- Editura Feedom Star, 2003
- Jimmy Bătăușul- Editura Zip, 2012
- RIO 2016, Gânduri Răzlețe - Editura Corint, 2016
- Tenis. Sportul inventat de diavol - Editura Corint, 2017 și 2018, doua ediții - a doua revăzută și adăugită. Premiul pentru cea mai buna carte din 2019 acordat de APS.
- TOKYO 2020, Jurnalist în pandemie - Editura UZP, 2021
- Naiv, nervos, năuc în izolare - Editura UZP, 2022

În 1995, Mircea Veroiu și-a manifestat intenția ca să ecranizeze cartea "Fenomenalul Vaștag", Adrian Fetecău a scris scenariul pentru filmul preconizat să se numească "Feri", dar înainte de casting pentru rolul principal, regizorul s-a stins din viață.
Împreuna cu  Dănuț Ungureanu și Gabriel Andronache, Adrian Fetecău a scris scenariul de film de lung metraj "Jimmy Bătăușul" inspirat de povestea apărută în cartea cu același nume despre viața lui Valeri Trâmbițaș, care a scris file importante în istoria boxului american la începutul secolului XX.